# Sclerocactus spinosior
Sclerocactus spinosior är en kaktusväxtart som först beskrevs av Georg George Engelmann, och fick sitt nu gällande namn av D. Woodruff och L.D.Benson. Sclerocactus spinosior ingår i släktet Sclerocactus och familjen kaktusväxter. Inga underarter finns listade i Catalogue of Life.

## Bildgalleri

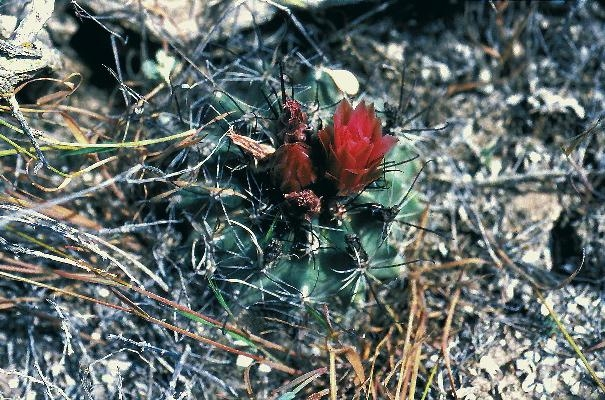
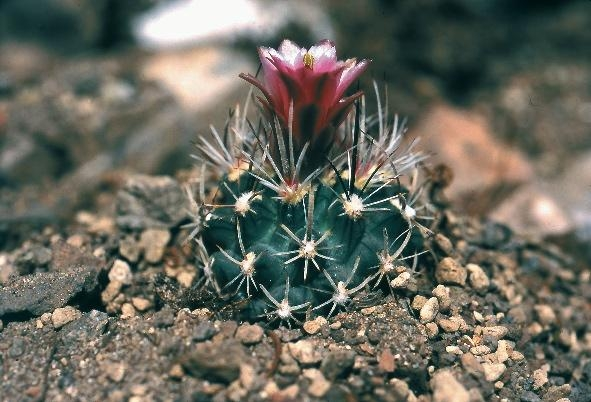
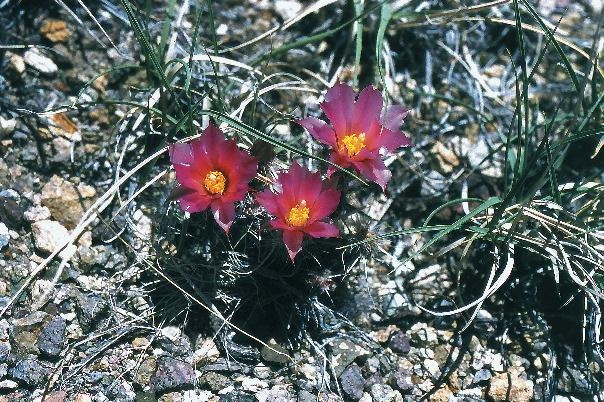
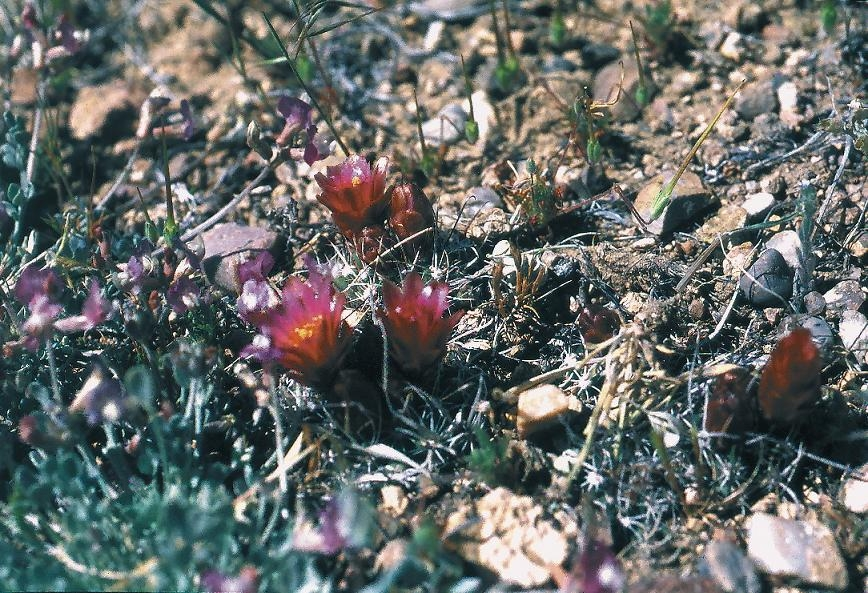
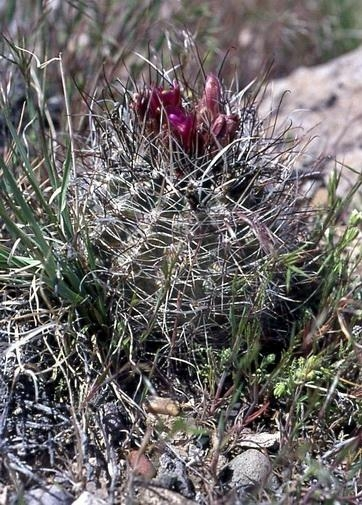
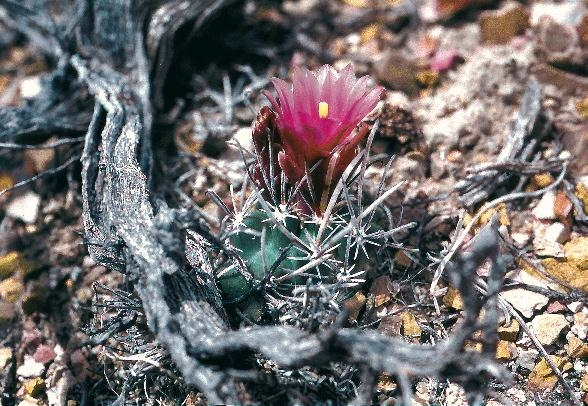